# Rządz (jezioro)
Rządz, Jezioro Rządzkie (niem. Rensensee, Reussensee, Rondsenersee) – zanikające jezioro starorzeczne w Polsce, położone w województwie kujawsko-pomorskim, w granicach administracyjnych Grudziądza, w dzielnicy Rządz, nieopodal osiedla Dębowe Wzgórze. 

## Charakterystyka
Akwen jest połączony z rzeczką Rudniczanką, wypływającą z jeziora Rudnickiego Wielkiego.
Jezioro Rządz powstało na skutek zmiany koryta Wisły. W przeszłości obejmowało większy obszar niż obecnie. Przed kilkunastu laty sięgało ono 32,5 hektarów. Dawne kroniki opisują jezioro Rządz jako długie i wąskie. Od Wisły oddzielał je tylko wąski przesmyk. Z biegiem czasu, w wyniku obwałowania Wisły, jego północna część została odcięta. Obecnie jezioro jest w fazie zanikania. 

## Historia
15 czerwca 1243 nad jeziorem Rządz miała miejsce bitwa między księciem pomorskim Świętopełkiem II i Prusami a Zakonem Krzyżackim. W tym samym czasie trwało pierwsze powstanie plemion pruskich przeciwko Krzyżakom. Wojska pruskie po udanym wypadzie na południowe tereny ziemi chełmińskiej wracały szlakiem wzdłuż Wisły. Powiadomieni o tym Krzyżacy postanowili przygotować zasadzkę przy przesmyku oddzielającym jezioro Rządz od łachy Wiślanej, która im się nie powiodła. 
Bitwa zakończyła całkowitą klęską Krzyżaków ze Starogrodu. Według „Rocznika franciszkańskiego” po stronie Zakonu zginęło 1 200 ludzi, natomiast z 400 rycerzy ocalało tylko 10. W bitwie polegli także dwaj dostojnicy krzyżaccy: Dietrich von Bernheim i Berlewin von Freiberg.
W czasach późniejszych jezioro i założony przy nim folwark stanowiły własność komturii grudziądzkiej. Od 1466 roku jezioro Rządz stanowiło własność starostwa grudziądzkiego.
W celu uniknięcia cofki, w 1902 roku wybudowano stację pomp przy jeziorze, która po modernizacji w 1967 działa do dziś. W 1954 roku jezioro zostało włączono w granice miasta.